# Wicca

Das Pentakel, ein Symbol, das auch in der Wicca-Religion verwendet wird

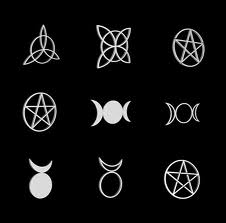
Weitere Symbole, welche in der Wicca-Religion verwendet werden

Wicca (Aussprache entsprechend dem englischen Vorbild [ˈwɪkə]; manchmal ausgesprochen [ˈwitʃa], wie das altenglische Wort wicca für „Hexer“) ist eine neureligiöse Bewegung, zurückgehend auf die erste Hälfte des 20. Jahrhunderts, die dem Neopaganismus zuzuordnen ist. Sie versteht sich als neu gestaltete, naturverbundene Spiritualität und als Mysterienreligion. Um eine Mysterienreligion handelt es sich in dem Sinne, dass auch auf die Erkenntnis des eigenen Lebens und innere Transformation Wert gelegt wird. Wicca sieht sich auch als „Religion der Hexen“, und die meisten Anhänger bezeichnen sich selbst als Hexen. Viele der unterschiedlichen Wicca-Richtungen sind im Gegensatz zu den meisten neuheidnischen Bewegungen explizit synkretistisch.
Es bestehen zahlreiche Parallelen zum Kult der Großen Göttin; im Wicca sind hingegen ein weiblicher und ein männlicher Gott gleichberechtigte Partner und Repräsentanten einer polaren Natur.
Gemeinsam sind fast allen Wicca-Anhängern das Feiern der acht Jahreskreisfeste und die am Mondzyklus orientierten magischen Rituale (Esbats).

## Etymologie
Der Begriff Wicca wurde aus dem Angelsächsischen übernommen, wo das Wort wicca (ausgesprochen [ˈwiʧa], männliche Form) „Hexer“, „Zauberer“ bedeutet; die weibliche Form dieses Wortes ist wicce (ausgesprochen [ˈwiʧe], Mehrzahl für beide Geschlechter wiccan [ˈwitʃan]). Das englische Wort witch für ‚Hexe‘ geht sprachgeschichtlich auf wicce bzw. wicca zurück. Der esoterische Begriff erscheint zunächst in der Form Wica in Gardners Witchcraft Today (1954) als Bezeichnung für die Vertreter der von ihm beschriebenen „Alten Religion“ (und nicht für Wicca selbst). Die Schreibweise Wicca ist erstmals 1969 belegt.

## Verbreitung
Wicca gehört zu den mitgliederreichsten Gruppierungen im Spektrum des Neopaganismus und ist insbesondere im angloamerikanischen Raum besonders stark verbreitet. In den USA ist Wicca seit 1994 als Religion staatlich anerkannt. Die Schätzungen über die Zahl der Menschen in den USA, die sich der Wicca-Religion zugehörig fühlen, gehen weit auseinander, da die Abgrenzungen gegen andere neuheidnische Richtungen nicht eindeutig sind und manche Menschen verschiedene Formen der Spiritualität praktizieren. Laut Schätzungen betrug ihre Anzahl um 1990 mehr als 200.000 in den USA, 30.000 in Großbritannien und weltweit 800.000. Der American Religious Identification Survey (ARIS) zeigte einen Anstieg der Wicca-Bekenner in den USA von 134.000 im Jahre 2001 auf 342.000 sieben Jahre später 2008. In Deutschland gibt es keine einheitlichen Umfragen zur Religionsentwicklung. Nach Vergleichen mit Statistiken anderer Länder und Hochrechnungen von bekannten Zahlen lässt sich die Anzahl von Wiccas in Deutschland im Jahr 2020 auf 209.000, bzw. auf circa 178.000, wenn man nur ins britisch traditionelle Wicca initiierte Personen berücksichtigt, schätzen.

## Geschichte und Struktur

### Geschichte der Wicca-Bewegung

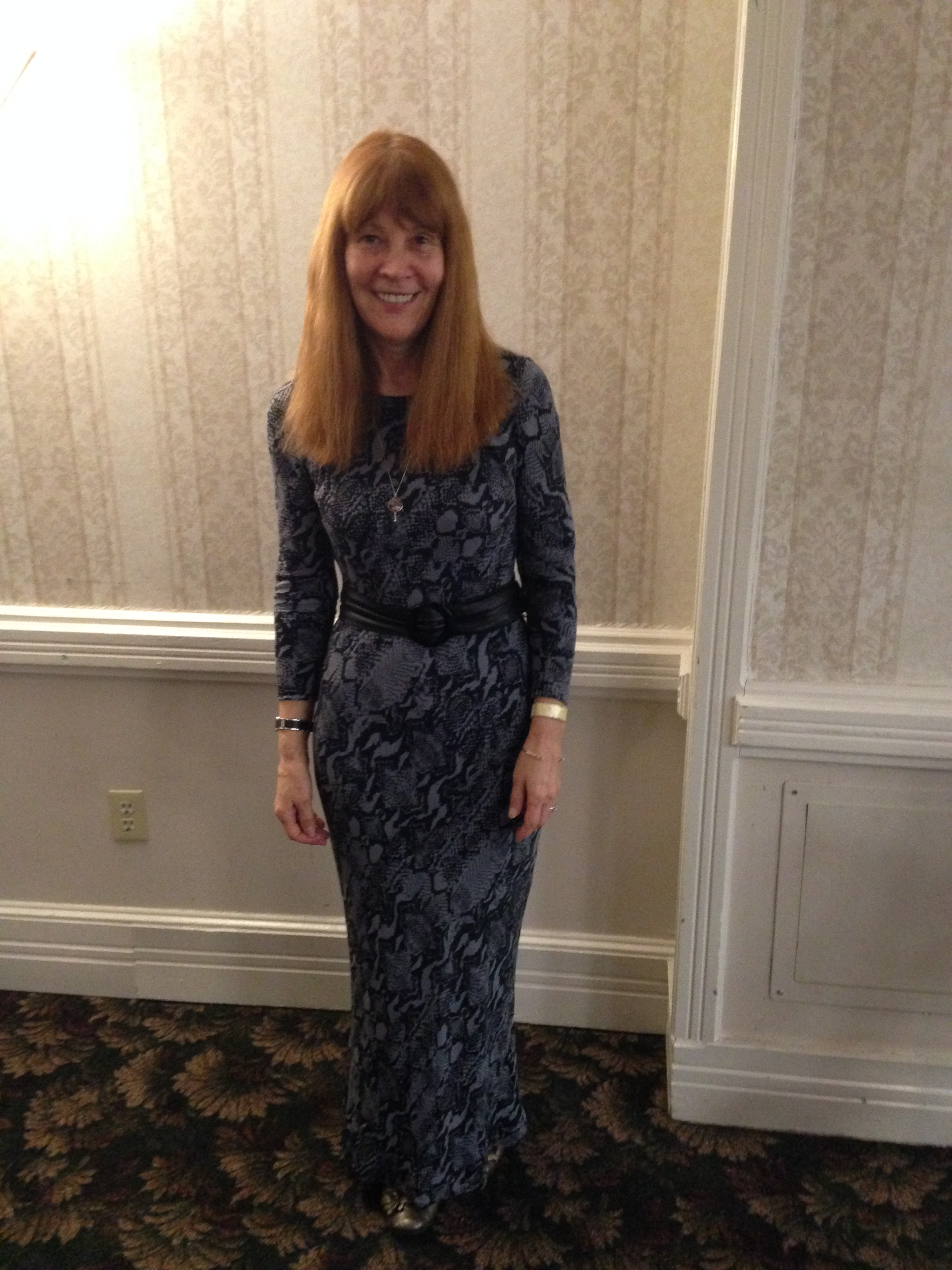
Vivianne Crowley

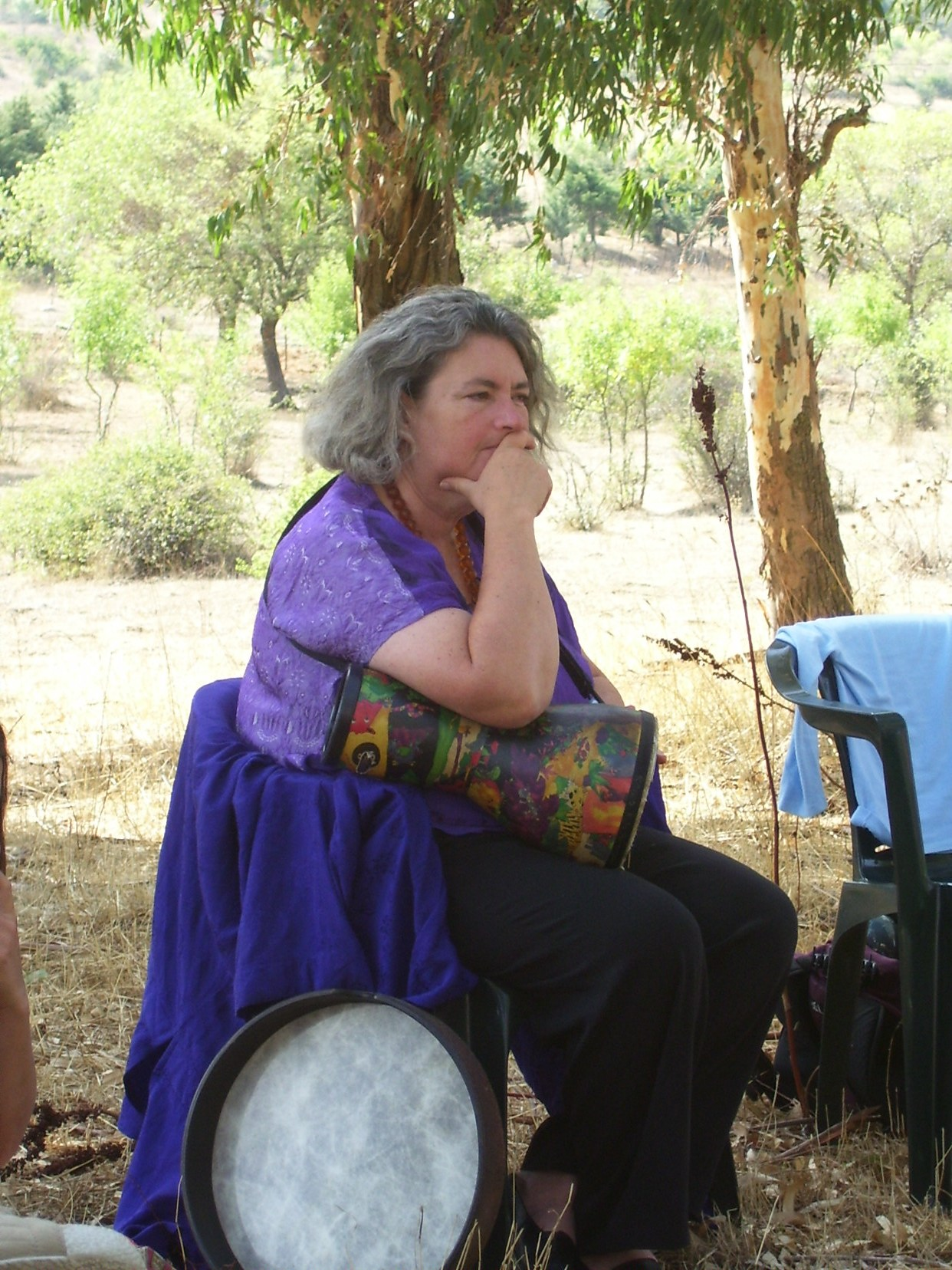
Starhawk

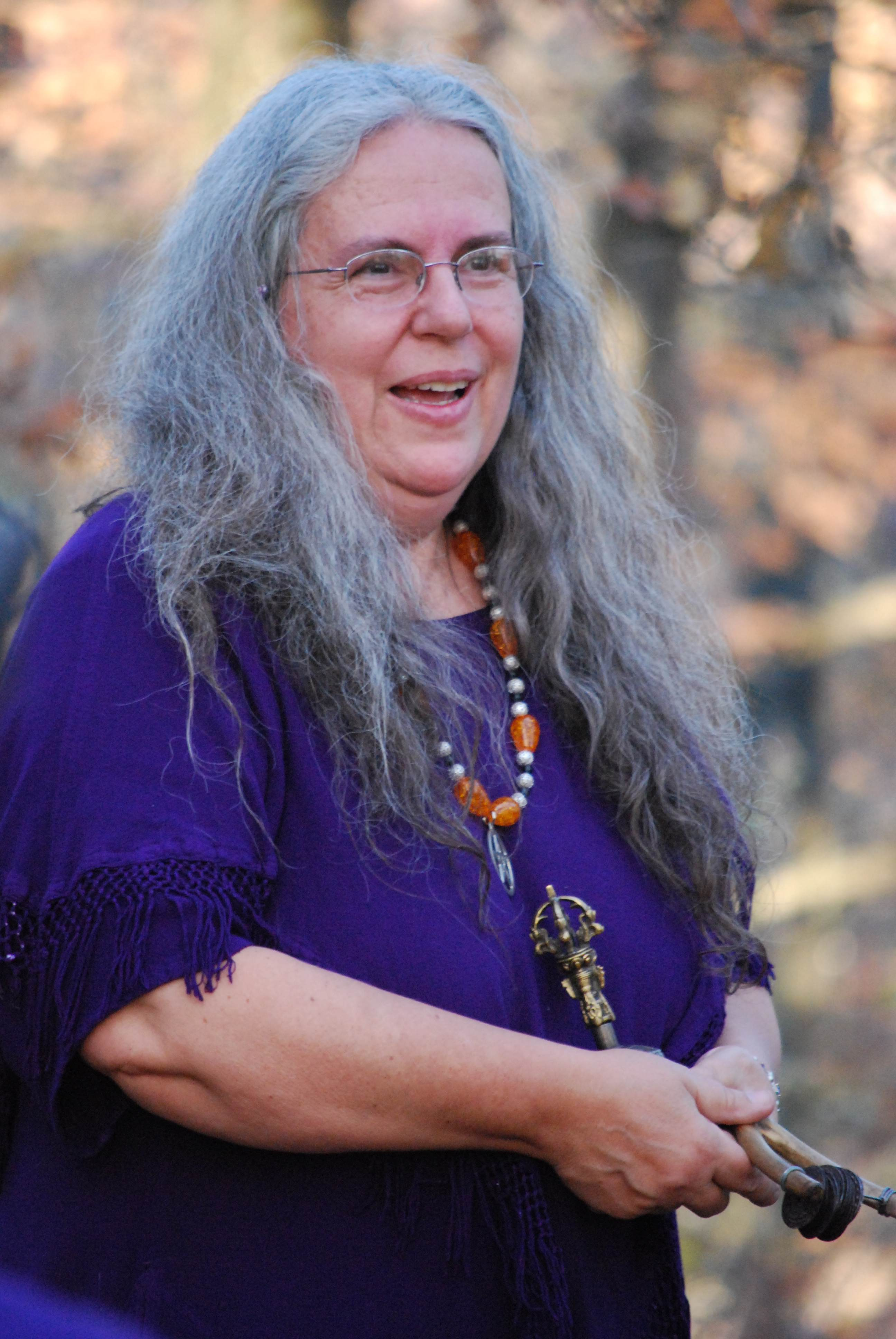
Selena Fox

Die Wicca-Religion wurde wahrscheinlich zwischen 1921 und 1950 durch Gerald Brousseau Gardner (1884–1964) gegründet. Er gab an, er sei in einen bestehenden Hexencoven, den New Forest Coven, initiiert worden, aus dem auch die meisten Traditionen des modernen Wicca übernommen wurden. Ab 1969 wurde erstmals die Schreibweise „Wicca“ verwendet. In späteren Jahren waren neben Gardner Vivianne Crowley, Doreen Valiente und Eleanor Bone weitere führende Personen, die zur Entwicklung dieser Glaubensrichtung beitrugen. Valiente verfasste sehr viele der heute als traditionell bekannten Texte (z. B. The Charge of the Goddess und The Wiccan Creed), ebenso überarbeitete sie verschiedene Passagen des Buches der Schatten, die von Gerald Gardner aus den Werken von Aleister Crowley übernommen wurden. Gardner und Valiente trennten sich wegen Unstimmigkeiten, und Patricia Crowther trat ihre Nachfolge an.

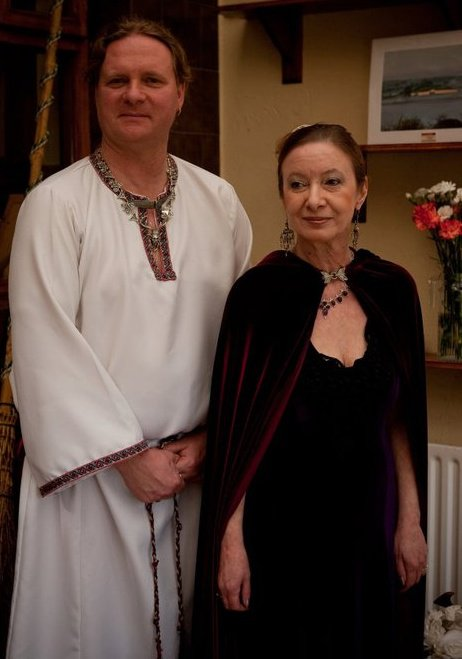
Janet Farrar (rechts) und Gavin Bone

Die Alexandrische Linie wurde von Alex Sanders gegründet, wobei nicht zweifelsfrei geklärt ist, von wem Sanders initiiert wurde. Die Gründung der Alexandrischen Linie galt zunächst als Schisma, gehört aber mittlerweile zum Wicca im engeren Sinne.
Nach Amerika wurde Wicca durch Raymond und Rosemary Buckland – Initianten der Gardnerischen Linie – gebracht, wo Buckland in späteren Jahren auch eine eigene Linie, das Seax Wica, gründete. In Amerika wurde Wicca unter anderem durch Zsuzsanna Budapest und Miriam Simos (besser bekannt als Starhawk) mit Elementen feministischer Göttinnen-Spiritualität angereichert (Dianic Wicca, Reclaiming-Tradition), während durch Selena Fox neoschamanistische Einflüsse ihren Einzug fanden, so z. B. afrikanische und indianische Traditionen wie Trommeln, ekstatische Tänze und Visionsarbeit.
Janet und Stewart Farrar veröffentlichten in den 1970er und 1980er Jahren zahlreiche bis dahin nicht allgemein bekannte Rituale in ihren Büchern, insbesondere die meisten der heutigen acht Sabbat-Rituale. Den Vorwurf, sie hätten mit dieser Bekanntmachung geheimer Rituale gegen das Schweigegebot der Wicca-Coven verstoßen, wies Janet Farrar zurück. Sie entgegnete, dass diese Rituale entweder schon zuvor durch Gerald Gardner selbst oder durch Doreen Valiente öffentlich gemacht worden waren oder sie erst durch die Farrars auf der Grundlage älterer Quellen neu geschaffen worden waren.
Sowohl Raymond Buckland als auch Janet Farrar und ihr neuer Ehemann Gavin Bone (sie heirateten circa ein Jahr nach Stewarts Tod) lehnten die Ausschließlichkeit der Initiation innerhalb der bestehenden Traditionslinien als Dogmatismus ab. Sie befürworteten eine Selbstinitiation, die eigentlich eine Initiation durch Göttin und Gott sei, wie schon Doreen Valiente in ihrem Buch 1978 hervorgehoben habe. Auch Vivianne Crowley lehnte Selbstinitiation nicht grundsätzlich ab, hielt sie aber nur für eine Notlösung. Das moderne eklektische Neowicca der sogenannten freifliegenden Hexen, die selbstinitiiert und nicht in Coven organisiert sind, führte unter anderem durch die Bestseller von Scott Cunningham und Silver RavenWolf zu einer enormen Steigerung der Verbreitung von Wicca seit dem Ende der 1980er Jahre. Gleichzeitig kam es aber auch zu gegenläufigen Bestrebungen, die gardnerianischen und alexandrischen Traditionen zu bewahren.

### Coven
Die traditionellen Wicca-Anhänger schließen sich üblicherweise einem Konvent oder Coven (englisch für Hexenzirkel) an, einem Arbeits- und Anbetungskreis, einer Organisationsform, die auf den schottischen Hexenglauben zurückgehen soll, aber wahrscheinlich ältere Quellen hat.
Keine zwei Coven gleichen einander in ihren Glaubensansichten, und selbst die beschriebene Grundstruktur ist nicht notwendigerweise in allen Coven gleich. Die Stilrichtungen reichen von ägyptisch über keltisch bis hin zu indianisch oder synkretistischen Mischungen – in der Ethnologie wird dergleichen als eklektische Vorgehensweise bezeichnet. Die meisten Coven behaupten eine Verbindung zu vorchristlichen Religionen.
Ein Coven besteht nach traditioneller Ansicht idealerweise aus 13 Personen (eine Zahl, die bei Wicca eine besondere Bedeutung hat), die möglichst in Arbeitspaare aus Frau und Mann gegliedert sind. Das Hohepriesterpaar wird als eine Einheit und quasi als eine Person gesehen. Größere Coven neigen dazu, sich aufzuspalten und einen Tochter-Coven hervorzubringen. Ein Coven hat in der Wicca-Tradition eine Hohepriesterin und einen (mindestens zweitgradig initiierten) Hohepriester als Leiter sowie eine Maiden („das Mädchen“ oder „die Jungfrau“) als Stellvertreterin der Hohepriesterin. Allen dreien fallen in den meisten Ritualen bestimmte Aufgaben zu. Der Coven trifft sich insbesondere an den Feiertagen (Sabbat) und den Vollmondtagen (Esbat). Einige, aber nicht alle Coven praktizieren „im Himmelskleid“ (von englisch skyclad ‚rituelle Nacktheit‘), als ein Zeichen ihrer Verbundenheit zur Natur und der persönlichen Freiheit. Andere wiederum tragen besondere Gewänder oder wieder andere nur Alltagskleidung.
Falls die Mitgliederzahl eines Coven zu groß wird, gründet ein Arbeitspaar des Muttercovens mit beliebig vielen mitgenommenen Mitgliedern einen neuen Kreis, traditionell mindestens drei Meilen (etwa fünf Kilometer) vom Muttercoven entfernt. Die Entfernung soll dem Entstehen einer organisierten Religion bzw. Kirche vorbeugen.

### Initiation

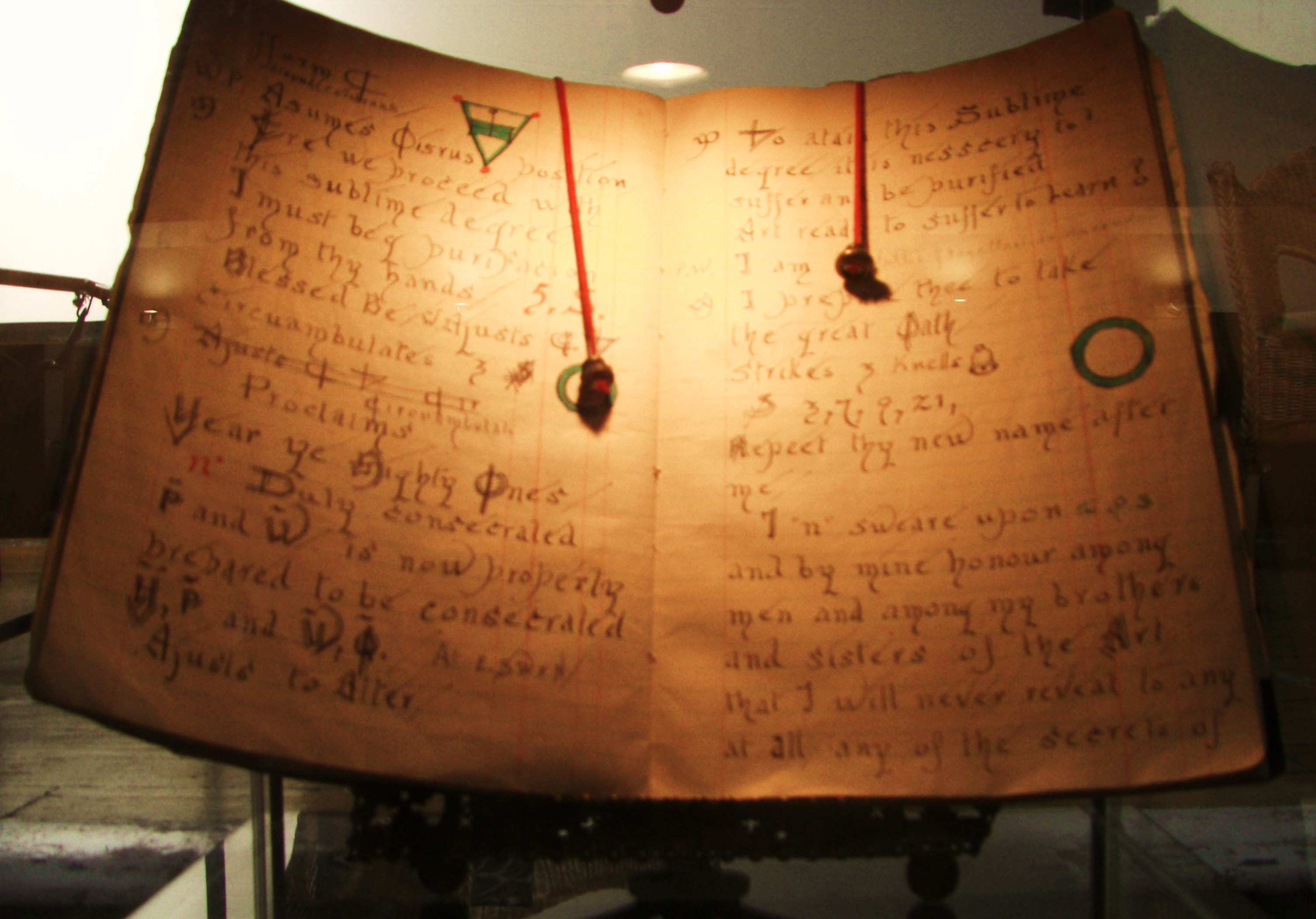
Gerald Gardners Buch der Schatten

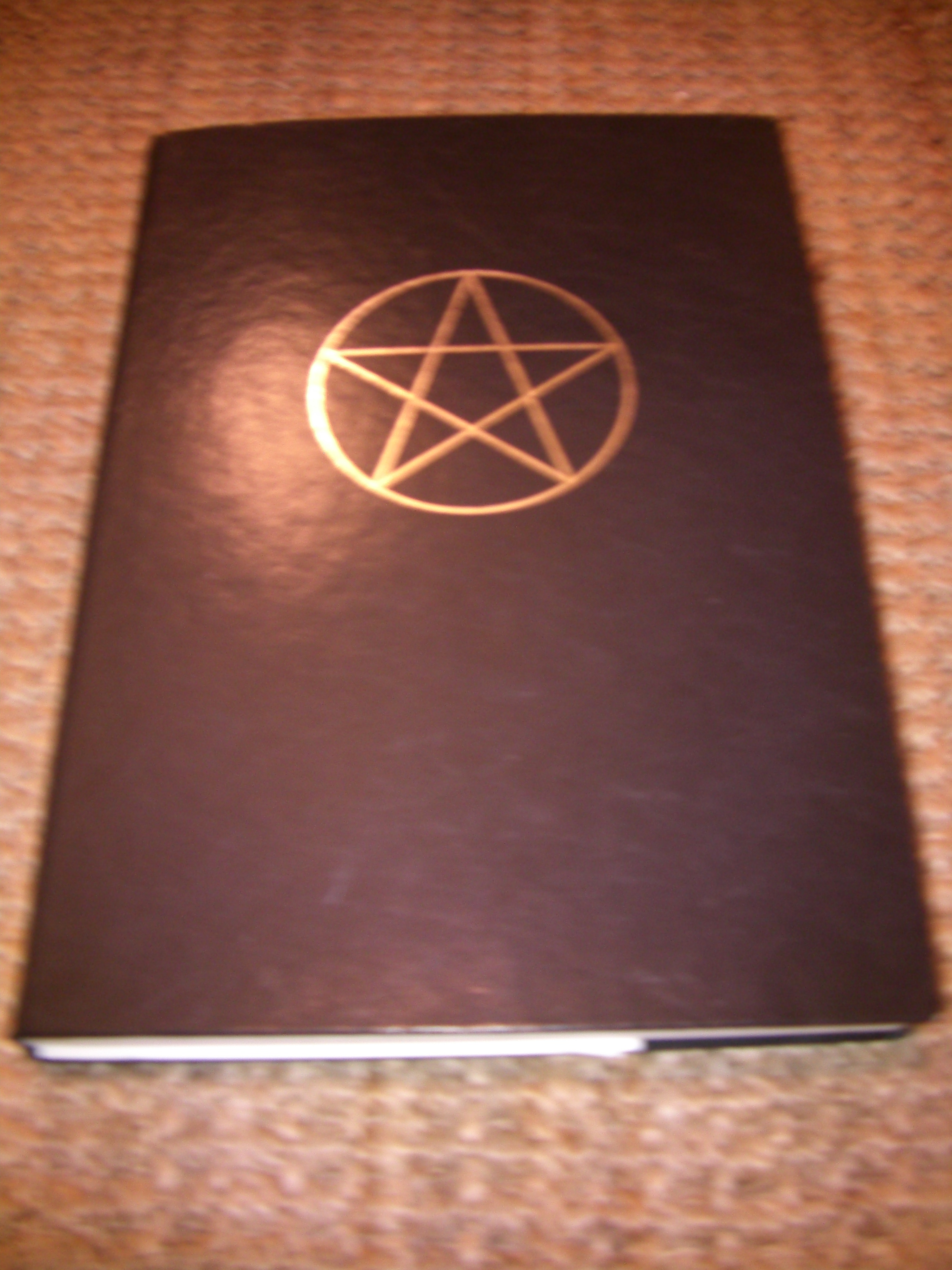
Bucheinband eines Buchs der Schatten mit Pentakel

Die Initiationszeremonie zur offiziellen religiösen Einweihung in einen Hexencoven wird von einem/einer gegengeschlechtlichen Hohepriester(in) abgehalten. Durch die Initiation erfolgt (unter anderem) die freiwillige Widmung des Initianten an ein bestimmtes göttliches Wesen und die an antike Mysterienkulte angelehnte Vermittlung von Wissen und tieferer Einsicht. Im Wicca existieren insgesamt drei Grade: Der erste Grad ist der Grad der Göttin und des Wassers. Der zweite Grad ist der Grad des Gottes. Mit dem zweiten Grad wird der Wicca zum Hohepriester geweiht. Mit diesem Rang wäre es bereits möglich, einen eigenen Coven zu leiten. Die Verbindung mit der Universalenergie, die Vereinigung von Gott und Göttin – dem Animus und der Anima (nach Ansicht von Vivianne Crowley, 2004) – ist die Arbeit im dritten Grad, was jedoch von manchen Wicca auch anders gesehen wird.
Im Rahmen der Initiation erfolgt auch die Weitergabe eines handschriftlich angelegten „Buchs der Schatten“. Dieses innerhalb eines Covens weitergegebene Buch ist aber nicht statisch, sondern wird im Laufe der Zeit ergänzt oder erweitert. In einigen Traditionen wird zusätzlich die Urversion der jeweiligen Linie tradiert. Diese enthält vor allem Rituale, weniger Dogmen oder feste Richtlinien. Ferner haben viele Coven noch ein eigenes „Buch der Schatten“, in das geheimes Wissen, Rituale, Anrufungen und eigene Erfahrungen eingetragen werden können.

## Kultausübung

### Glaubensinhalte

Wicca-Symbol für die Göttin (Vollmond und zwei Mondsicheln)

Symbol für den Gehörnten Gott (Mondschiffchen und Vollmond oder Sonne)

Wiccas glauben daran, dass alles im Grunde eine Einheit und miteinander verbunden ist (Holismus). Sie verehren die Natur als heilig, da sie eins ist mit dem göttlichen Urgrund und dem Menschen in körperlicher und geistiger Hinsicht Kraft spendet (Chthonismus). Ein wichtiges Glaubensprinzip ist die Regel „Wie oben, so unten“ („As above, so below“), die besagen soll, dass in allen Bereichen des Kosmos, im Großen wie im Kleinen, die gleichen polaren Ordnungsprinzipien am Werk seien und dass sich auch im Kleinsten stets das Ganze widerspiegele. Der Satz stammt ursprünglich aus der hermetischen Schrift Tabula Smaragdina. Er repräsentiert inzwischen eine weit verbreitete Auffassung im Bereich der Esoterik und des New-Age-Denkens. Wicca ist also keine dualistische Religion, die Gott und Schöpfung als voneinander getrennt betrachtet und somit eher panentheistisch statt theistisch zu verstehen.

Sonne und Dreifachmond (Symbol für die Einheit von Gott und Göttin)

Die beiden polaren Mächte, die im Mittelpunkt stehen, werden als dreifache Mond-Göttin (Jungfrau, Mutter, Weise) oder Erdmutter bzw. Muttergöttin sowie als dualer Gehörnter Gott (Fruchtbarkeitsgott und Todesgott; häufig assoziierte Aspekte: geopferter Jahresgott, Grüner Mann, Himmelsvater, Sonnengott) personifiziert. Ähnlich wie in der Psychologie von Carl Gustav Jung werden diese Gottheiten jedoch von vielen Wiccas nur als Archetypen des kollektiven Unbewussten oder als Symbole für Anima und Animus im individuellen Unterbewusstsein angesehen.
Typischerweise steht die Göttin für das passive und lunare weibliche Prinzip (Yin) und der Gehörnte Gott für das aktive und solare männliche Prinzip (Yang), wobei das Horn Zeugungskraft, Macht und Stärke symbolisiert. Diese beiden Prinzipien sind gleichberechtigt und beide notwendig, denn das allganze Göttliche wird als Vereinigung dieser Polaritäten verstanden. Wicca ist daher für einige Theologen nur vordergründig duo-theistisch, da zumindest gewisse Traditionen und Strömungen im Wicca auch monotheistische oder non-duale Aspekte aufweisen.

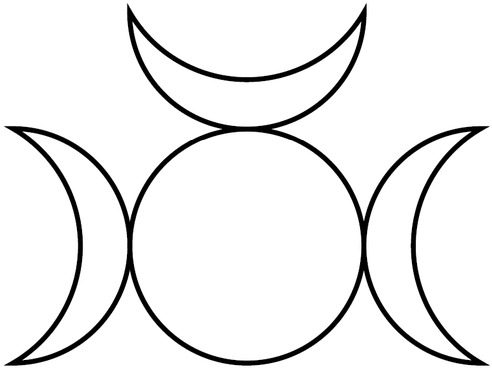
Dryghten-Symbol (Kombination des Dreifachmondes mit dem Symbol des Gehörnten Gottes)

So werden die Göttin und der Gott oftmals auch als polare Aspekte eines allumfassenden, ungeschlechtlichen und monistischen Eins gesehen, das von Patricia Crowther als Dryghten bezeichnet wurde. Dieses altgermanische Wort findet sich als Dryghtyn als Bezeichnung für Gott in manchen alten englischen Bibeln. Es ist verwandt mit dem althochdeutschen trôthin und trëuga, basierend auf dem Proto-Indoeuropäischen *trw. Diese Vorstellung eines All-Einen, die aber nicht von allen Wicca geteilt wird, ähnelt dem hinduistischen Konzept des Brahman oder dem buddhistischen Shunyata sowie dem taoistischen Tao oder dem alchemistischen Azoth. Da Wiccas, wie Anhänger vieler anderen Formen des Neuheidentums auch, im Sinne eines philosophischen Panpsychismus daran glauben, dass alles in der Welt lebendig und beseelt ist und durch eine Weltseele verbunden ist, gibt es auch deutliche Bezüge zum Animismus ursprünglicher „Naturreligionen“.
Aus den fernöstlichen Religionen und der Theosophie übernommen werden oftmals auch die Vorstellungen von der Existenz mehrerer Schichten von Energiekörpern (Ätherleib, Astralleib etc.), die durch die sieben Chakras sowie die sogenannte Silberschnur mit dem physischen Körper wechselwirken sollen. Energiearbeit ist somit ein zentraler Bestandteil der magischen Rituale. Laut dem Religionswissenschaftler Michael Bäumer handelt es sich bei den Ritualen der Wicca-Bewegung um eine moderne Form der Liebes- und der Erfolgszauberei. Astralreisen werden ebenfalls als Mittel der Magie gesehen, wobei die sogenannten Flugsalben früherer „Hexen“ solche Erfahrungen durch Rauschdrogen unterstützt haben sollen.
Wichtiger als die Frage Mono- oder Polytheismus ist für viele Anhänger des Wicca und anderen Formen des Hexentums oder der Göttinnenspiritualität jedoch die Vorstellung einer dreifaltigen Göttin, die sich im Jahreskreis wandelt und der bestimmte Feste zugeordnet sind:
- Im Frühjahr wird die „helle, jugendliche, atmosphärische Göttin gefeiert, verkörpert im jagenden Mädchen.“ („Amazone“)
- Der Sommer ist die Zeit der Muttergöttin, „die mit ihrer erotischen Kraft Erde und Gewässer, Tiere und Menschen, Land und Meer fruchtbar macht und damit das Leben erhält.“
- Im Winter wird die Wiedergeburt des Lebens gefeiert, symbolisiert durch die Greisingöttin, „die Todesgöttin als Alte Frau, die alles Leben im Abgrund auflöst und zugleich aus der Tiefe wiederauferstehen lässt. Sie ist die mysteriöse Gottheit ewigen Untergangs und ewiger Wiederkehr; sie bestimmt die astronomischen Zyklen (Untergang und Aufgang der Sterne) und damit auch die Zyklen der Vegetation und des menschlichen Lebens; damit ist sie die Herrin der kosmischen Ordnung und die ewige Weisheit in Person.“

Alle drei Gestalten bilden eine Gottheit; sie sind nie völlig voneinander getrennt. Die Vorstellung von der dreifaltigen, den Jahreskreis durchwandernden Göttin, geht in erster Linie auf Schriften des 19. Jahrhunderts, unter anderem die „Cambridge Ritualists“ von Jane Ellen Harrison, Gilbert Murray, F. M. Cornford und A. B. Cook zurück, wurde aber vor allem durch James Frazer in seinem Werk „Der Goldenen Zweig“ und Robert Graves’ „Die weiße Göttin“ popularisiert.
Der männliche Gegenpol, der gehörnte Gott, wird hingegen entweder in drei- oder aber in zweifacher Form verehrt, in den Gestalten des jugendlichen Lichtgottes oder göttlichen Kindes und des wilden Mannes oder Herrn der Tiere sowie als Herr der Unterwelt. Wie die Große Göttin, so durchwandert auch der Gehörnte Gott den Jahreskreis:
- Im Frühjahr wird er als göttliches Kind von der Großen Mutter geboren und besteht seine Initiation. Dies symbolisiert gleichzeitig die Wiederkehr des Lebens.
- Im Sommer heiratet er als jugendlicher Gott die jungfräuliche Göttin in einer heiligen Hochzeit.
- Im Herbst stirbt er letztendlich (und wird im Tod Herrscher des Totenreiches)
- und wird im Winter, gezeugt durch sich selbst, am Anfang eines neuen Zyklus wiedergeboren.[19]

### Gott und Göttin
Wiccas praktizieren ihre Rituale häufig mit verschiedenen Gottheiten. Ebenso wie Hindus, aber im Gegensatz zu echten Polytheisten, sehen Wiccas diese Gottheiten aber nur als verschiedene Erscheinungsformen oder Facetten ihrer zwei großen Hauptgottheiten, der Göttin und des Gottes. Es gilt bei vielen der Grundsatz „Alle Göttinnen sind eine Göttin und alle Götter sind ein Gott“ (erstmals zu finden in Dion Fortunes Roman Die Seepriesterin 1938, offenbar als Entlehnung einer Passage aus „Der goldene Esel“ des antiken Autors Apuleius). Individuen wählen als Identifikationspunkt ihre persönliche Gottheit aus diversen Gottheiten verschiedener Götterwelten, deren Geschichte sie als besonders inspirierend erachten und auf die sie sich zur persönlichen Verehrung am meisten beziehen wollen. Ähnlich werden Coven einige Gottheiten als Gruppenfokus wählen. Manchmal werden diese spezifischen Gottheiten auch geheim gehalten oder einem stärker pantheistischen Ansatz gefolgt und auf die Verehrung personaler Gottheiten ganz verzichtet. Wiccas legen Wert auf Freiheit und sehen sich als gleichberechtigte Partner der Gottheiten an, die Demutsgesten nicht als angemessenes Mittel der Verehrung betrachten.
Häufig verehrte Gottheiten sind:
- Aradia und Cernunnos (Gardnerianische Tradition)
- Aradia und Karnayna (Alexandrische Tradition)
- Diana und Pan (Dianische Tradition)
- Freya/Holda und Freyr oder Frigg und Odin/Wodan (Seax-Wica und Wiccatru)
- Hekate und Pan (Heidnische Tradition)

Im britischen Wicca ist oft auch noch der Name Herne für den gehörnten Gott gebräuchlich. Weniger gebräuchlich hingegen ist die Verehrung von:
- Isis (Aset) und Osiris (Asar)
- Astarte und Adonis
- Ischtar und Tammuz bzw. Inanna und Dumuzi
- Danu und Cernunnos
- Lilith und Samael
- Shakti und Shiva
- Inanna und Cernunnos (animistischer Pfad)

Allen gemeinsam ist der Kern, dass eine ekstatische Vereinigung mit der Natur und die Kommunikation mit dem (personifizierten oder abstrakten) Göttlichen angestrebt wird. Hier scheinen wieder schamanische Ideen durch; siehe Mircea Eliade in seinem Buch Schamanische Ekstasetechniken.

### Leben, Tod und Wiedergeburt

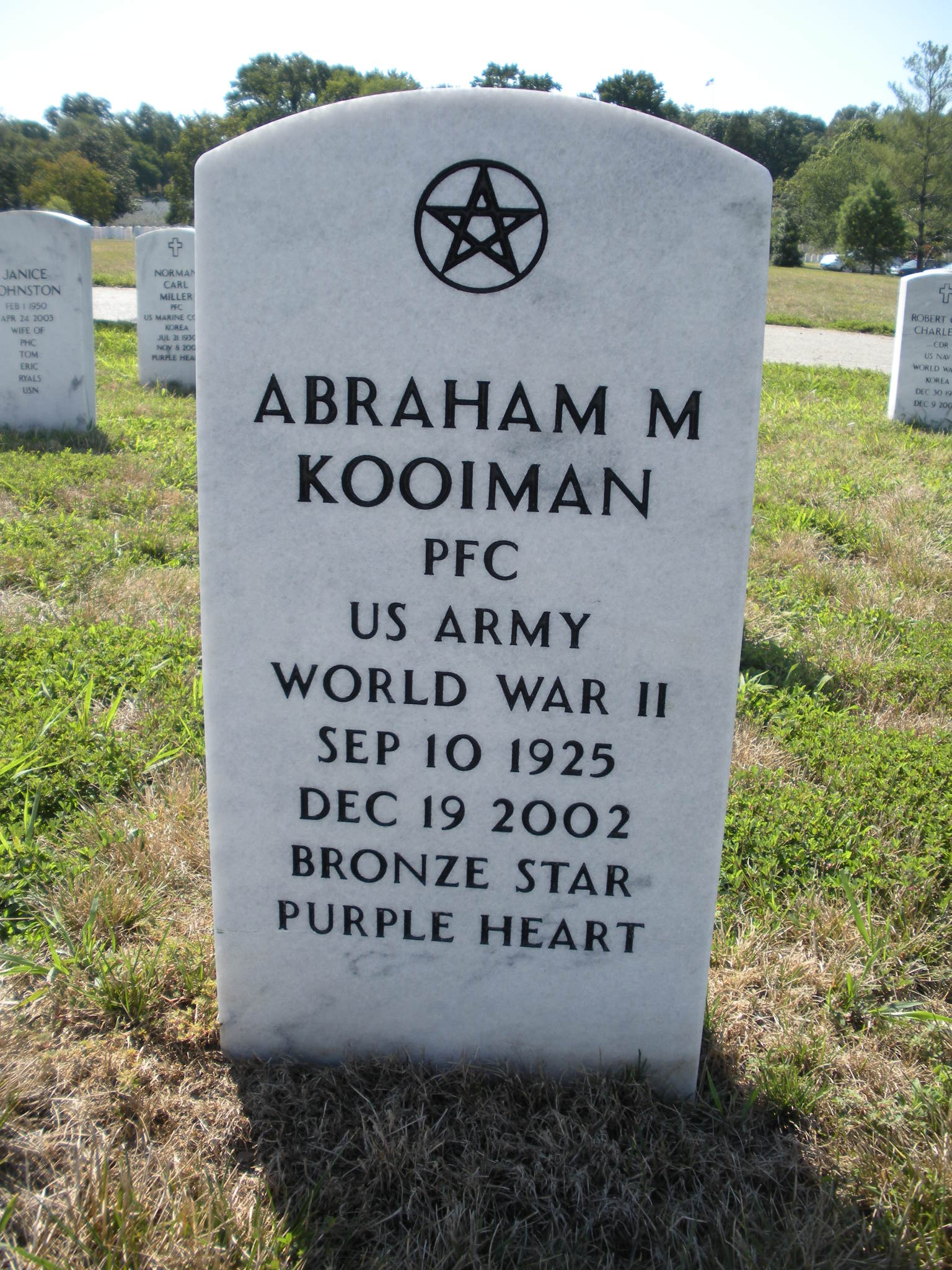
Wicca-Grabstein

Da sie alles in der Welt als kreisläufige Prozesse von Werden und Vergehen verstehen, gehen Wicca-Anhänger auch von einer Wiedergeburt der Seele aus. Im Gegensatz zu den fernöstlichen Wiedergeburtslehren betrachtet Wicca den Kreislauf der Reinkarnation (Samsara) jedoch nicht als etwas Negatives, dessen Folgen nur Leiden sind, die durch spirituelle Entwicklung (Moksha) überwunden werden sollten, sondern als natürlichen und ewigen Kreislauf, der heilig und auch erstrebenswert ist.
Auf Grund der Regel der dreifachen Wiederkehr glauben sie auch an ein Karma, aber nicht daran, dass jedes persönliche Unglück durch schlechtes Karma selbstverschuldet sei. Sie glauben auch nicht an Determinismus und Prädestination, sondern vertreten im Gegenteil die Überzeugung, dass die eigene Seele frei sei und man selbst die Verantwortung für sein Leben trage. Zwischen den Wiedergeburten soll sich die Seele für gewisse Zeit im „Sommerland“ genannten Jenseits ausruhen. Diese Jenseitsvorstellung beruht auf keltischen, hinduistischen (Devachan) und theosophischen Wurzeln, hat jedoch auch gewisse Anklänge an die christlichen und islamischen Paradiesvorstellungen.

### Parallelen
Die Glaubensinhalte im Wicca besitzen teilweise Ähnlichkeiten mit Vorstellungen, wie sie im Neuplatonismus, der christlichen Mystik, der jüdischen Mystik (Kabbala) und der islamischen Mystik (Sufismus), im Hinduismus (Advaita Vedanta), Buddhismus (Tantra, Zen) und Taoismus sowie in der Theosophie und Anthroposophie zu finden sind. Es handelt sich bei Wicca jedoch nicht um eine Weiterentwicklung dieser älteren Konzepte anderer Glaubensrichtungen, sondern nur um oberflächliche Entlehnungen oder zufällige Übereinstimmungen, auch wenn zuweilen solche Ähnlichkeiten irrtümlich als Eigenschaften einer universalen „Ewige Philosophie“ (Philosophia perennis) betrachtet wurden. Vereinzelt wurde auch ein Zusammenhang zwischen Wicca und der untergegangenen Religion der Sabier aus Harren hergestellt, was jedoch historisch nicht belegbar ist. Zu den spirituellen Vorlagen für Entlehnungen im modernen Wicca-Glauben zählen nach Ansicht der Religionshistoriker (z. B. Hutton, 2001) insbesondere das Rosenkreuzertum und die Freimaurerei sowie die Hermetik, Alchemie und Ritualmagie (z. B. das mittelalterliche Grimoire Clavicula Salomonis, dem viele von Gardners Ritualen entlehnt sind). Diese religionsgeschichtlichen Erkenntnisse stoßen jedoch noch immer bei einigen Wicca auf Widerspruch, die Gardner eher für einen Autor halten, der nur „Offensichtliches“ einer weit älteren Religion wieder hervorgebracht habe – so dass nach ihrer Meinung der Einfluss genau umgekehrt gewesen sein soll: Die „Alte Religion“ habe die Freimaurer und Rosenkreuzer beeinflusst, und die Entwicklung in unserer modernen Zeit sei nur ein Flashback. Für derartige Ansichten gibt es aus wissenschaftlicher Sicht aber keinerlei Hinweise. Für die Entwicklung von Wicca war insbesondere der Hermetic Order of the Golden Dawn von großer Bedeutung. In jüngerer Zeit sind auch neo-schamanistische Einflüsse unverkennbar sowie eine stärkere Orientierung am keltischen und germanischen Heidentum.

### Ethik
Die ethischen Grundsätze im Wicca basieren auf der Weisung (Rede) „Solange es niemandem schadet, tu was du willst“ (An ye harm none do as ye will) und der Regel der (dreifachen) Wiederkehr „Alles, was von dir ausgeht, fällt dreifach auf dich zurück“.

„Auf das Hexenrecht wirst du bauen in wahrhaftiger Liebe und echtem Vertrauen. – Leb' und lass andere leben, sei mäßig beim Geben und mäßig beim Nehmen. – Zieh den Kreis dreimal aus und halte alles Böse raus. – Die Sprüche werden wirksam sein, wenn sie geschmiedet sind im Reim. – Die Augen sanft, die Berührung zart, zuhören vor reden sei deine Art. – Wächst der Mond, geh sonnenwendig, tanz und sing das Pentakel lebendig. – Doch heult der Wolf beim blauen Eisenkraut, dann geh der Sonne entgegen, denn der Mond wird abgebaut. – Wenn der Göttin Mond in neuem Stand, küss dann zweimal ihre Hand. – Acht den Vollmond, sei bereit, für Sehnsucht im Herzen ists die rechte Zeit. – Lässt der mächtige Nordwind sich spüren, dann streich die Segel und schließ alle Türen. – Der Wind aus Süden bringt Herzen zum glühen, auch du kannst mit ihm in Leben erblühen. – Neuigkeiten wird der Ostwind entschleiern, erwarte und bereite dich vor aufs feiern. – Hat der Wind aus Westen zu befehlen, unruhig sind dann die wandernden Seelen. – Neun Hölzer sind für den Kessel gut, brenn sie schnell mit sanfter Glut. – Der Baum der Göttin ist weise und alt, schade ihm, und ihr Fluch sei dein Gehalt. – Erreicht das Jahr Walburgisnacht, brenne ihr Feuer in voller Pracht. – Ist das Rad bei Jule arriviert, zünde die Fackeln, und Pan regiert. – Alle Pflanzen sollst du hegen, denn das bringt der Göttin Segen. – Die murmelnden Gewässer sind dein Gewissen, wirf einen Stein und du wirst es wissen. – In deiner Not wirst du dich bewehren und niemals den Besitz deiner Nächsten begehren. – Lass dich nicht mit den Toren ein, denn sie bringen dich in falschen Schein. – Empfangen und Abschied mit Wärme gemacht, dein Herz wird zum glücklichen Glühen gebracht. – Das Dreifachgesetz sei dein leitender Faden, dreimal bringt’s Glück und dreimal den Schaden. – Wenn Mißgeschick regiert dunkle Tage, auf deiner Stirn einen Stern dann trage. – Die, die dich lieben, wirst du niemals betrügen, sonst werden sie auch dich belügen. – Zum Schluss noch acht Worte, und da gilts: „Und schadet es niemand, tu' was du willst!““

Der Begriff Rede ist vom altenglischen Wort roedan abgeleitet, das führen oder anleiten bedeutet. Der unmittelbare Ursprung der Wiccan-Rede ist Gerald Gardners Buch The Meaning of Witchcraft (1959), in dem er den Ausspruch des Königs Pausole „Do what you like so long as you harm no one“ erwähnt, der aus dem Roman The Adventures of King Pausole (1901) von Pierre Louÿs stammt. Es wird aber allgemein angenommen, dass die Rede auch durch Aleister Crowleys Gesetz von Thelema inspiriert wurde, das lautet: „Tu, was du willst, soll sein das ganze Gesetz. Liebe ist das Gesetz, Liebe unter Willen“. Crowley könnte dabei seinerseits durch die Augustinus-Worte „Liebe und tue, was du willst“ beeinflusst gewesen sein oder durch die Worte „Do as thou wilt …“ des Autors François Rabelais aus dem Roman Gargantua (1534). Ein bislang weitgehend übersehener, möglicher Ursprung des Wortlautes der Wiccan-Rede könnte die französische Verfassung von 1791 sein, in der definiert wird: „Die Freiheit besteht darin, alles tun zu können, was einem anderen nicht schadet“. Die heutige acht-Worte-Fassung der Rede stammt von einer Ansprache Doreen Valientes am 3. Oktober 1964 und wurde noch im selben Jahr von Gerard Noel veröffentlicht.
Die „Rede“ wird oft auch von Wicca-Anhängern dahingehend interpretiert, dass sie alle Handlungen verbiete, die irgendwie Schaden irgendwelcher Art bewirken könnten. Es gibt aber auch die Ansicht, dass die Freiheit zu tun, was man will, nur unter der Voraussetzung gilt, dass man dabei niemandem schadet. Handlungen, die schaden, sind also nicht in gleicher Weise frei, sondern müssen gegebenenfalls hinreichend gerechtfertigt und in ihrem Ausmaß angemessen sein. Andere Interpretationen sehen in der Rede eine Forderung, seinen wahren Willen zu erkunden und diesen auszuüben unter der Einschränkung, dabei keinem (anderen oder sich selbst) zu schaden.
Die Regel der dreifachen Wiederkehr stützt sich auf das Prinzip von Ursache und Wirkung und den Gedanken, dass alles, was man tut, auch Konsequenzen hat, wobei kleine Ursachen auch große Wirkungen haben können. Diese Regel ist aber nur entfernt verwandt mit dem östlichen Konzept des Karmas. Die Kombination von „Rede“ und der Regel der Wiederkehr erfüllt in der sogenannten Wicca-Ethik weitgehend die Funktion der „Goldenen Regel“.
Die Aussage der „Rede“ ist einer der Faktoren, weshalb christliche und andere Gruppen kritisieren, dass Wicca eine hedonistische Religion für die Konsum- und Spaßgesellschaft sei. Ihre Anhänger hingegen sehen Wicca als eine Religion, deren Ethik sehr stark auf dem Gedanken der Eigenverantwortung basiert. Jeder Mensch muss selbst abwägen und überlegen, um moralisch handeln zu können, und muss für sein Handeln die Konsequenzen tragen (Regel der dreifachen Wiederkehr). Diese Betonung von eigener Verantwortung unterscheidet die Ethik neopaganer Religionen im Allgemeinen grundsätzlich von der auf Gottesfurcht und Gehorsam basierenden Ethik der großen monotheistischen Religionen, aber hebt sich auch deutlich ab von denjenigen ethischen Maßstäben, die den Willen oder das Wohlergehen der Mehrheit in den Mittelpunkt stellen, wie z. B. Rechtspositivismus und Utilitarismus. Die Wiccan-Rede korrespondiert mit ihrer Betonung von Freiheit, Selbstverantwortung und Schädigungsverbot weitgehend mit der naturrechtlichen Ethik der menschlichen Freiheit und dem Grundprinzip des Aggressionsverzichts im Individualanarchismus und im modernen Libertarismus. Im Gegensatz zu diesen individualistisch-anarchistischen Strömungen betont Wicca jedoch nicht nur die individuelle Freiheit, sondern auch die soziale Eingebundenheit jedes Einzelnen in die gesellschaftliche Gemeinschaft.

### Feste und Feiertage

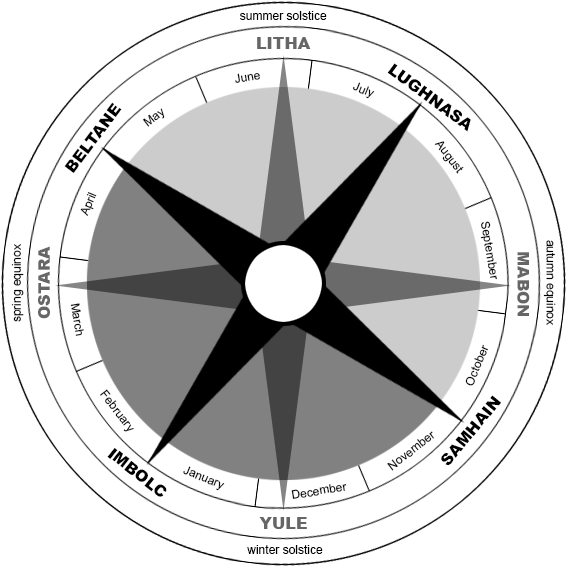
Die acht Hauptfeste der Wicca als Jahresrad

Der Jahreskreis, auch Jahresrad genannt, bezeichnet das in der Wicca-Religion gebräuchliche System von acht jahreszeitlichen Festtagen, das den Zyklus von Werden und Vergehen in der Natur symbolisiert. Es hat große Ähnlichkeiten mit dem keltischen Jahreskreis. Das System von Wicca ist eine moderne Verbindung der vier keltischen Hochfeste mit heidnischen Sonnenwendfesten in bronzezeitlichen Kulturen. Die Namen für zwei der Festtage (Litha und Mabon) sowie viele der Rituale sind moderne Neuschöpfungen.
Die acht Haupt-Feiertage, genannt Sabbate, richten sich nach dem Jahreslauf (die teils nach festen Daten, teils nach natürlichen oder astrologischen Ereignissen berechnet werden).
Vier Feste gelten als die „höheren“ Festtage und werden daher auch als Große Sabbate bezeichnet (andere Bezeichnungen hierfür sind teilweise Licht- bzw. Feuer-Feste oder Mondfeste). Diese liegen jeweils genau in der Mitte zwischen zwei solaren Festen und werden deshalb auch als Kreuz-Viertel-Tage bezeichnet. Für die Bestimmung der genauen Daten der Drei-Viertel-Tage gibt es je nach Tradition unterschiedliche Vorgehensweisen. Traditionellerweise werden die mit den Kalenden übereinstimmenden Daten verwendet, in anderen Traditionen werden diese auch kalendarisch genau zwischen den solaren Festen gefeiert:
- Samhain
- Imbolc
- Beltane
- Lughnasadh

Für die Sonnenfeste wird auch das Radkreuz als Symbol verwendet.

Die vier solaren Feste, die nach astronomischen Konstellationen des Sonnenstandes bestimmt werden, werden auch als Kleine Sabbate bezeichnet (eine andere Bezeichnung hierfür ist teilweise Sonnenfeste) und sind:
- Litha, Sommersonnwende
- Jul, Wintersonnwende
- Ostara, Frühjahrstagundnachtgleiche
- Mabon, Herbsttagundnachtgleiche

Neben diesen acht Sabbat-Festen gibt es die 13 sogenannten Esbats, die zu Ehren der Göttin bei Vollmond (manchmal auch Schwarzmond) veranstaltet werden. Bei diesen handelt es sich um magische Arbeitstage.

### Werkzeuge und Utensilien

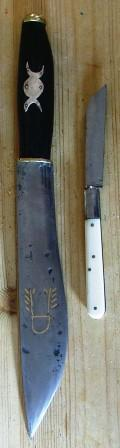
Athame mit Dreifachmond (links) und Bolline (rechts)

Die traditionellen Ritual-Werkzeuge innerhalb der Wicca-Bewegung sind:
- Das (Schwert oder) der/das Athame: Der zweischneidige, schwarze Zeremonialdolch (zur Lenkung von Energie, fast nie zum Schneiden benutzt).
- Bolline: Das weiße Messer (für praktische Tätigkeiten wie Kräuter schneiden und Kerzen schnitzen).
- Der Stab: ein Zauberstab, der zur Lenkung von Energien dienen soll.
- Pentakel: Eine rituelle Scheibe (auch Schild), auf dem ein Pentagramm (fünfzackiger Stern mit nach oben gerichteter Spitze) in einem Kreis abgebildet ist.
- Weihrauchfass: Zum rituellen Räuchern.
- Peitsche: Als Zeichen von Macht und Dominanz.
- Kordel: Findet beim Schwören verschiedener Eide Verwendung, wird auch als „das Maß“ bezeichnet, weil die Kordel der Körpergröße des Trägers/der Trägerin entsprechen soll.

In einigen Traditionen finden zum Teil folgende Utensilien Verwendung:
- Besen (u. a. für rituelle Reinigung von negativen Energien).
- Buch der Schatten (früher auch Grimoire genannt) Ein Buch mit magischen Ritualen, Zauberformeln, Rezepten u. ä., das dem Novizen bei der Initiation übergeben wird.
- Kelch: Wird bei Gelöbnis- und Einweihungszeremonien benutzt.
- Kessel: Dabei handelt es sich normalerweise um einen schmiedeeisernen Kochtopf, der sowohl für rituelle Mahlzeiten als auch zum Räuchern verwendet wird.
- Kuchen und Wein: Werden für den „gesellschaftlichen Teil“ nach einem Ritual verwendet.
- Salz und Weihwasser: Werden bei Weihe-Ritualen verwendet.
- Pendel: Ein schwerer Gegenstand an einer Schnur, der durch Kontakt mit dem medialen Bewusstsein Weissagungen ermöglicht.
- Weihwedel: Ein Kräuterbündel o. ä., mit dem man vor oder während eines Rituals Wasser versprengt.
- Labrys: Eine Doppelaxt nach minoischem Vorbild, die links am Altar gelagert wird.

Athame und Zauberstab werden mit der rechten Hand (bei Linkshändern der linken Hand) gehalten. Diese Hand, die auch „Schutzhand“ genannt wird, steht symbolisch für den Punkt, an dem die persönliche Kraft aus dem Körper strömt. Die linke Hand (bei Linkshändern die rechte Hand) dagegen heißt „rezeptive Hand“, weil durch sie Energie in unseren Körper strömt. In manchen Ritualen symbolisiert der Kelch das weibliche Prinzip (den Schoß) und die Athame das männliche Prinzip (den Phallus), ganz im Sinne von Riane Eislers „Kelch und Schwert“, bei einigen Traditionen/Pfaden ist die Bedeutung von Athame und Stab (und die jeweilige Zuordnung zur Himmelsrichtung) vertauscht.

### Häufige Rituale
Im gardenischen Wicca werden Rituale oftmals nackt (im „Himmelskleid“, englisch skyclad) ausgeführt, da Kleidung die magischen Energien und die Verbindung mit der Erde behindern soll. In den meisten anderen Traditionen des Wicca werden Roben getragen. Häufige Rituale sind:

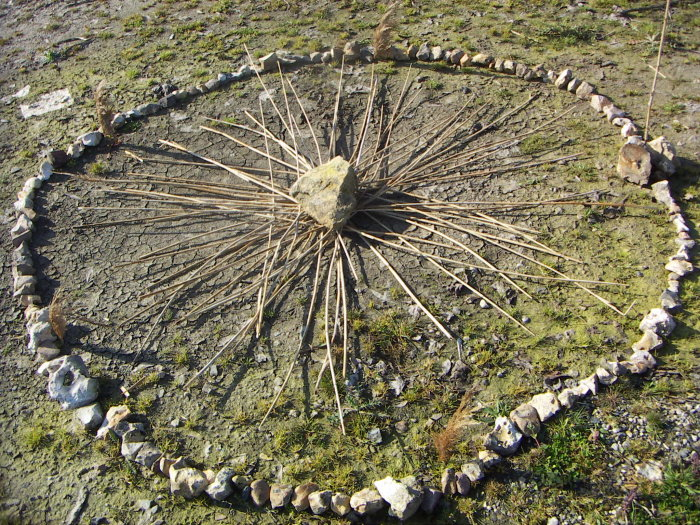
Ein magischer Kreis

- Eine große rituelle Bedeutung hat das Ziehen des magischen Kreises. Der Kreis ist definiert als die Stelle, an der eine durch Visualisierung und Magie geschaffene kugelförmige Sphäre in die Erde tritt. In der Regel werden im magischen Kreis die Kreisviertel angerufen, denen als Korrespondenzen insbesondere die vier Himmelsrichtungen, vier Jahreszeiten und vier Elemente zugeordnet sind. Bei Bewegungen im Kreis spielt die Richtung eine große Rolle. Deosil, die Bewegung im Uhrzeigersinn (die gleichzeitig dem Lauf der Sonne folgt) steht für das Gute und positive Energien. Widdershins, die Bewegung gegen den Uhrzeigersinn steht für negative Energien. Da sich in der südlichen Hemisphäre (z. B. in Australien) die Sonne gegen den Uhrzeigersinn bewegt, werden die Bewegungen von dortigen Wicca-Anhängern teilweise in umgekehrter Bedeutung verwendet.
- Ein wichtiges und beliebtes Vollmond-Esbat-Ritual ist das „Herabziehen des Mondes“ („Drawing Down the Moon“), bei dem die Göttin herbeigerufen und von der Hohepriesterin verkörpert wird, indem diese deren Kraft in sich aufnimmt. Dies ist eine Form von gewollter ritueller Besessenheit, deren Ursprünge angeblich bereits im alten Griechenland von thessalischen Hexen praktiziert wurden.
- Der sogenannte „Große Ritus“ ist ein symbolischer oder (heute seltener) tatsächlicher Geschlechtsakt zwischen Hohepriesterin und Hohepriester, der jedoch in keinem Fall öffentlich vollzogen wird. Es handelt sich hierbei um eine rituelle Verbindung der traditionellen „Heiligen Hochzeit“ (Hieros gamos) mit Elementen der tantrischen Sexualmagie.
- Zwei zentrale magische Praktiken sind das „Erden“ und das „Zentrieren“. „Erden“ bedeutet sich mit der Erde zu verbinden. „Zentrieren“ bedeutet sich in der Körpermitte sammeln. Eine weitere wichtige Technik ist das Fokussieren, also die Verwendung einer intensiven Vorstellungskraft, um magische Energien freizusetzen und zu kanalisieren.

### Kräuteranwendung bei Ritualen
Aufgrund des panentheistischen Charakters im Wicca wird beim Ernten von Blumen, Kräutern usw. versucht, zunächst durch Visualisierung eine Verbindung mit den entsprechenden Pflanzen herzustellen. Erst dann wird das Benötigte geschnitten, häufig mit der Bolline (einem weißen Messer). Beispielsweise Einsatzmöglichkeiten für Kräuteranwendung sind hierbei:
- Opfergaben für die Göttin (wässrige und erdige Blumen und Samen) und den Gott (feurige und luftige Kräuter und Blumen)
- Körper- und Haarschmuck bei Ritualen, z. B. Blumenkränze bei Frühlings- und Sommerritualen, Eichen- und Fichtenkränze bei Winterritualen, oder Kräuter- und Samenketten aus Anissamen, Eicheln, Fichtenzapfen, Muskatnüssen, Tonkabohnen o. Ä.
- Ritualfeuer (Apfelbaum, Eberesche, Eiche, Fichte, Hornstrauch, Mesquitebaum, Pappel, Wacholder, Zeder)
- Weihung des Kelchs, Kessels und anderer magischer Werkzeuge, z. B. Einreiben der Klinge des magischen Messers (mit Basilikum, Rosmarin oder Eichenblättern), des Zauberstabs (mit Lavendel-, Eukalyptus- oder Pfefferminzblättern), des Besens (mit Kamillen-, Weiden- und Limonenbalsam), der Kristallkugel (mit Beifuß) u. v. a.
- Dekoration für den magischen Kreis und Altar (je nach Zeitpunkt und Anlass, beim Vollmondritual: Nachtblumen, weiße Blumen, alle mit fünf Blütenblättern)

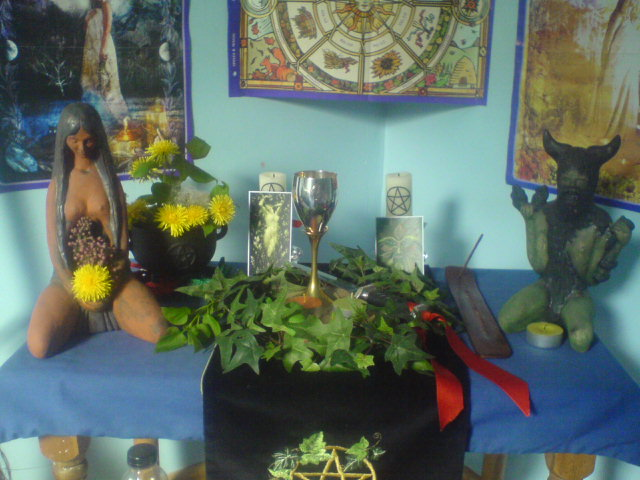
Beltane-Altar

### Fünf Elemente

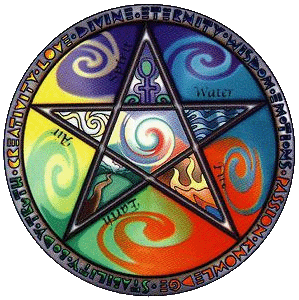
Pentagramm mit den Fünf Elementen

Die klassische Elementelehre ist ein wesentlicher Bestandteil der Weltsicht von Wicca. Jede manifeste Form wird als Ausprägung der vier archetypischen Elemente Erde, Wasser, Luft und Feuer verstanden, die unterschiedlich interpretiert werden (manchmal materialistisch als Aggregatzustände, meist aber esoterisch als subtile Energien). Hinzu kommt als fünftes Element der Äther, der von Wicca als Geist interpretiert wird, im Gegensatz zum klassischen fünften Element wie Quintessenz oder Akasha. Die fünf Spitzen des Pentagramms symbolisieren im Wicca diese fünf Elemente. Bei der Beschwörung des magischen Kreises werden an den Kardinalpunkten neben den vier Himmelsrichtungen und Kreisvierteln oft auch die vier Elemente angerufen, die in Form von vier Elementeherrschern (Elementekönige oder Wachtürme) personalisiert werden, die über die entsprechenden Elementargeister gebieten sollen. Beeinflusst durch seine Beziehungen zum Hermetic Order of the Golden Dawn, wurde das Konzept der Elementarmagie und der Wachtürme von Gerald Gardner aus dem System der henochischen Magie von John Dee und Edward Kelley entlehnt. Die Wicca-Vorstellungen über die Elementargeister basieren weitgehend auf den Werken von Paracelsus sowie der Theosophie bzw. der daraus hervorgegangenen Anthroposophie Rudolf Steiners.

## Wicca-Traditionen

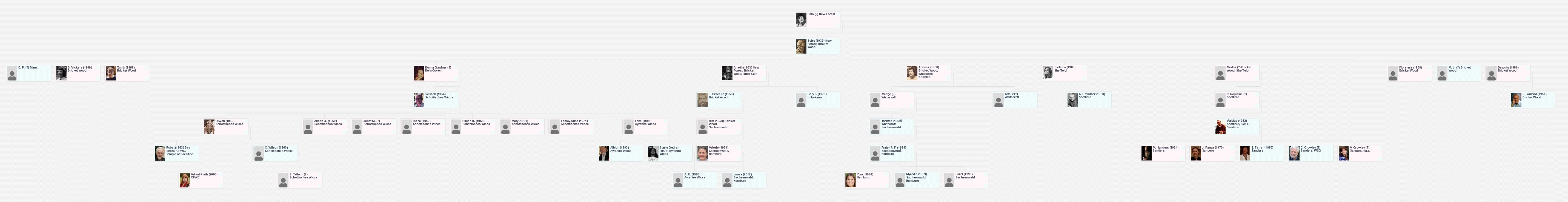
Initiationslinie eines deutschen Coven, zurückreichend auf den New Forest Coven, Bricket Wood Coven und die Whitecroft Linie.

Als Britisch Traditionelles Wicca (BTW), im Englischen auch British Traditional Wicca, werden alle Traditionen, auch Linie oder Pfad genannt, innerhalb des Wicca bezeichnet, die auf den New Forest Coven zurückgehen.
Unter Eclectic Wicca versteht man Wicca-Anhänger, die keiner speziellen Tradition angehören, sich aber bei verschiedenen Traditionen und Kulturen bedienen. Eklektiker können sowohl in einem Coven initiiert werden als auch eine Selbstinitiation gegenüber dem Gott und der Göttin durchführen.
Solitary-Wicca („Freifliegende Hexen“) ist ein besonders „freier“ Wicca-Stil, der die persönliche Freiheit betont und eine hierarchische Struktur vermeidet. Es umfasst alle Wicca, die nicht in Coven organisiert sind und eigenständig lernen.
Neo-Wicca ist keine Tradition im eigentlichen Sinne, sondern der Sammelbegriff für moderne und offenere Interpretationen von Wicca – mit geringerer Betonung von Themen wie Sexualität und Tod, und meist auf der Grundlage von Selbstinitiation.

### Literaturübersicht

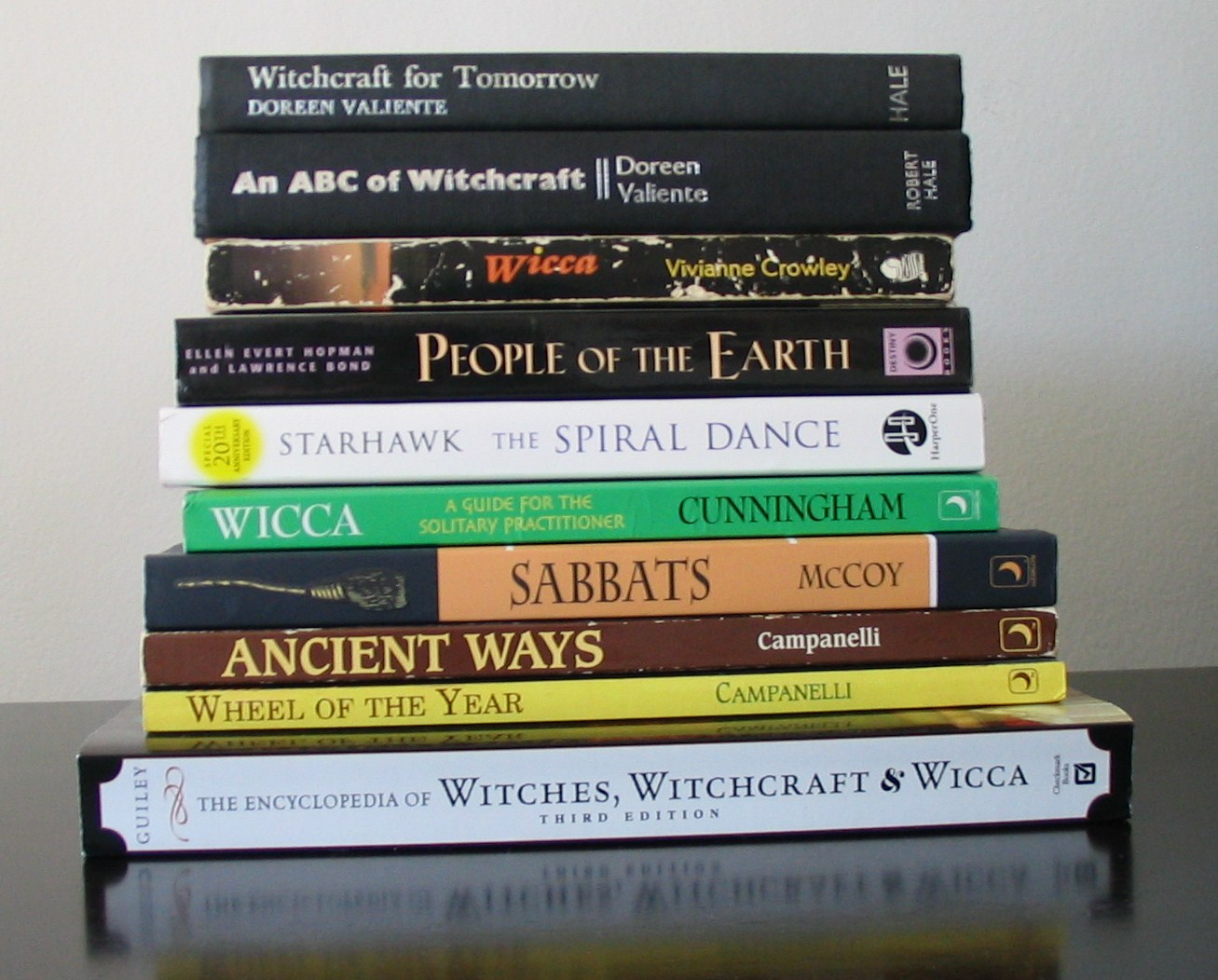
Wicca-Bücher

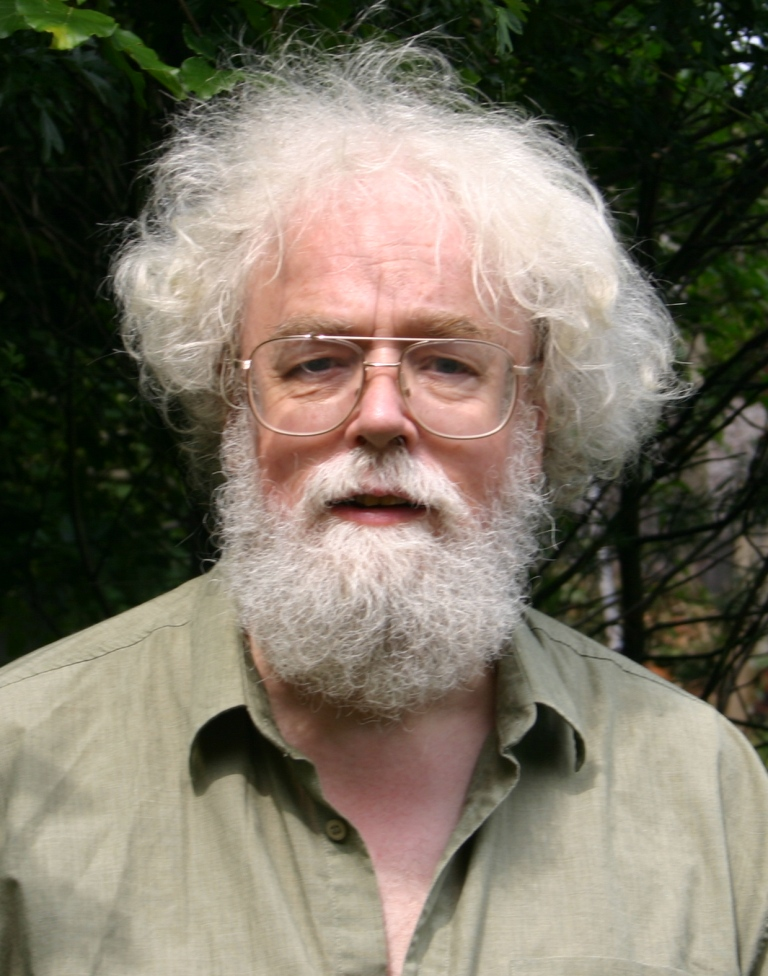
Philip Heselton (2005)

### Typologie der Wicca-Anhänger

Feministische Darstellung von Göttin und Gott

## Wissenschaftliche Untersuchungen zu Wicca